# 메토디오스

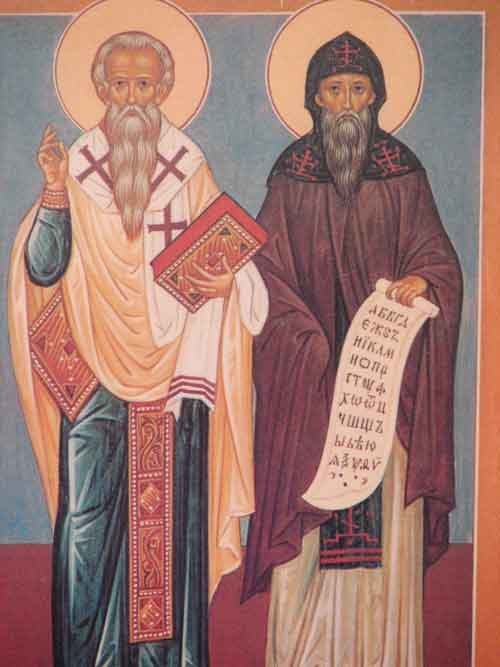
성 키릴로스와 성 메토디오스 형제

메토디오스(그리스어: Μεθόδιος, 교회 슬라브어: Мефодий, 826년 ~ 885년 4월 6일)는 비잔티움 제국의 기독교 신학자이자 선교사이며 대모라바 왕국의 대주교였다. 동생인 선교사 키릴로스와 함께 슬라브족에 대한 선교 사업에 나서 슬라브족을 기독교화하는데 큰 역할을 한 것으로 유명하며, 특히 슬라브족의 선교를 위해 키릴 문자를 발명했다고 전해진다. 동생과 함께 로마 가톨릭교회와 동방 정교회에서 모두 성인으로 추대되었기 때문에 성 메토디오스라고도 한다. 동방 정교회에서의 축일은 2월 14일이며, 로마 가톨릭교회에서의 축일은 5월 11일이다. 성공회에서도 기존에 기념하던 성인들을 종교 개혁 이후에도 줄곧 기념하기 때문에, 성 키릴로스와 메토디오스 형제도 성인으로 인정받는다.

## 생애

### 슬라브 선교 사업
키릴로스와 메토디오스는 그리스 테살로니키의 비잔티움 제국의 해군 제독의 집안에서 태어났다. 15살에 부모를 여의고 고아가 되었으나 일찍부터 관직에 나갔다. 그는 슬라브족이 많은 지역에서 근무하였기 때문에 슬라브어에 능했는데 관직에서 물러나 명상의 삶을 살기로 결심하고 비티니아의 올림푸스 산에 있는 수도원에서 은거하면서 살았다.
862년 대모라바 왕국의 군주 라스티슬라프가 황제 미카일 3세와 콘스탄티노폴리스 총대주교 포티우스에게 사절을 보내 기독교로 개종을 요청하였다. 사실 라스티슬라프의 요청은 종교적이라기보다는 정치적인 것이었다. 그는 북서부의 국경에서 프랑크족의 압박을 받았는데 프랑크의 루트비히 2세가 불가리아의 보리스 1세와 동맹을 맺자 자신도 동맹 세력이 필요했던 것이다. 이는 항상 콘스탄티노폴리스 교회의 영향력 확대를 바라는 황제와 포티우스에게 절호의 기회였기 때문에 언어에 뛰어난 키릴로스가 선정되었고 864년 초여름 키릴로스는 수도원에 은거하던 형 메토디오스를 불러내어 형제는 모라비아로 떠났다. 그곳에서 형제는 슬라브어로 성서를 번역하며 3년 반 동안 슬라브족의 선교에 헌신했다.
일설에 따르면 키릴로스는 그 때까지 문자가 없었던 슬라브어를 표현하기 위해 새 문자를 발명해서 성서와 일부 기도문을 번역했는데 그가 사용한 언어는 마케도니아식 슬라브어였다고 한다. 모라비아인들이 쓰는 언어와는 달랐기 때문에 모라비아 선교는 실패했지만 나중에 이 문자들은 슬라브족의 언어발달에 지대한 공헌을 했다. 예전에는 키릴로스가 고안한 문자는 현대의 키릴 문자가 아니라 더 조악하고 오래전에 사멸한 글라골 문자라고 생각했으나 최근의 연구에 의해 부정되었다.

### 로마에서 주교가 되다

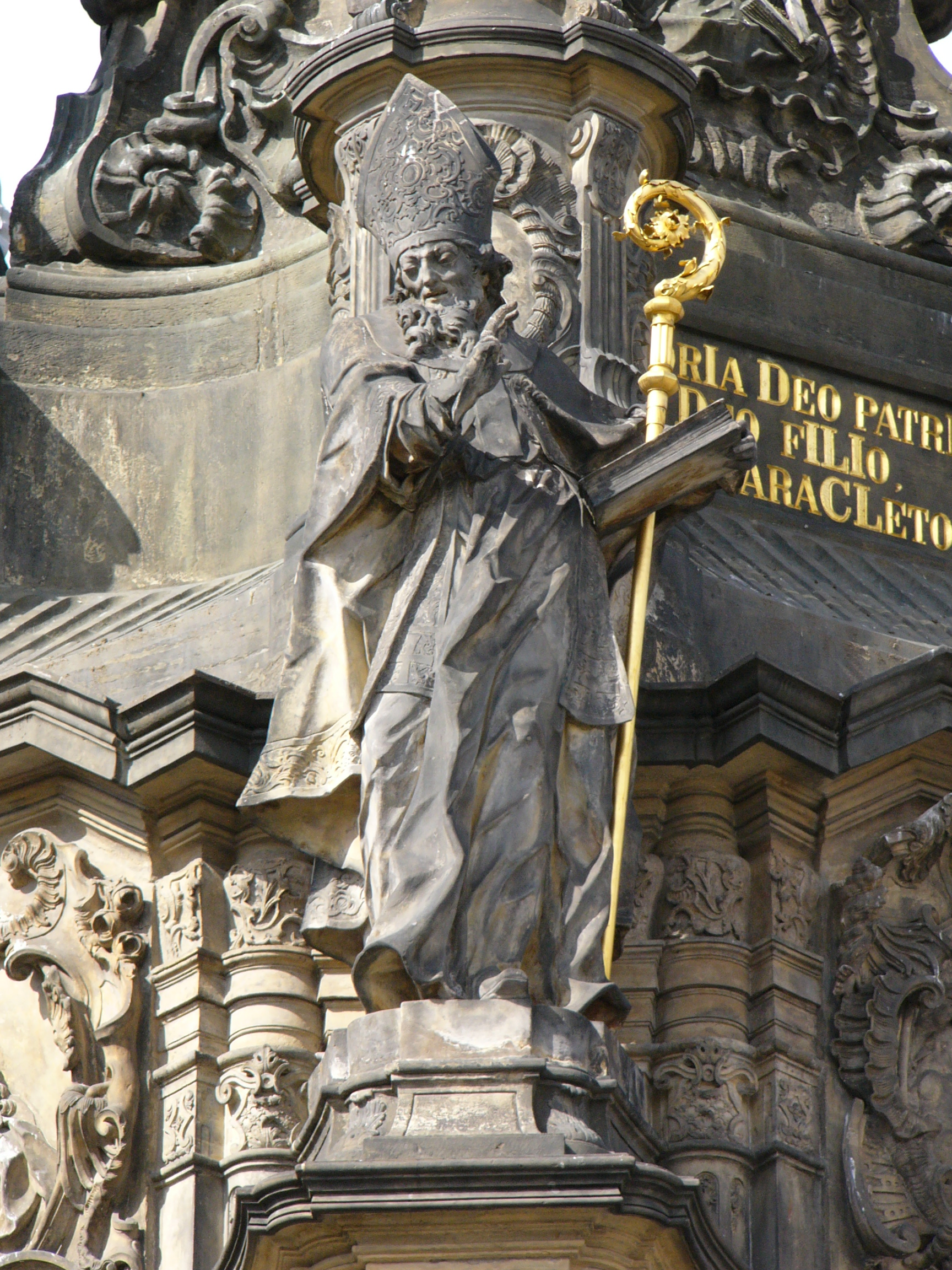
메토디오스의 동상(올로모우츠의 성 삼위일체 기둥, 체코)

당시 잘츠부르크 대주교 테오트마르와 파사우 주교는 메토디오스 형제의 모라비아 선교사업에 대해 불만을 품었고 그들의 슬라브어 전례를 베풀고 관할하는 것에 대해 교황에게 항의 하였다. 867년 보르지보이 1세가 프르셰미슬 왕조 보헤미아 대공 보위에 오르자 그의 섭정을 맡았는데(870년까지 보르지보이 1세 대공의 섭정을 지냄.) 그 해에 갑작스레 교황 니콜라오 1세는 키릴로스와 메토디오스 형제를 로마로 초청하여 분쟁을 해결하려고 하였다. 그러나 니콜라오 교황은 11월 13일에 갑작스럽게 선종하였고 이듬해 키릴로스와 메토디오스는 로마에 도착하여 당시 로마의 새로운 교황인 교황 하드리아노 2세에게 자신들의 입장을 설명하였다. 새로운 교황은 그들의 입장에 동조해 슬라브식 전례를 사용하는 것을 공식적으로 승인했다.
869년 동생 키릴로스는 병으로 로마에서 죽었고 교황 하드리아노는 메토디오스를 로마 교황 사절 겸 시르미움의 대주교로 임명하여 슬라브족에게 파송했다. 모라비아와 판노니아는 독일계 교구의 관할에서 벗어나 메토디오스의 관할로 넘어가게 되었고 계속 슬라브족에 대한 선교사업을 벌였다. 그러나 대모라바 왕국의 라스티슬라프의 조카이며 후계자인 스바토플루크가 더 이상 메토디오스를 후원하지 않게 되었다.

### 독일 교구와의 분쟁
그는 870년 다시 한번 교회의 관할권을 놓고 독일의 성직자들과 분쟁을 벌였는데 독일왕 루트비히와 독일인 성직자들은 모라비아에 대한 영향력을 강화하려고 메토디오스를 재판에 회부하여 가혹행위를 가했으며 슈바벤에 있는 감옥에 가두었다.
메토디오스는 슈바벤에서 유배되어 있다가 교황 요한 8세의 중재로 석방되어 다시 교구로 돌아갔다. 그러나 독일의 성직자들은 계속 그를 공격했고 급기야 880년 메토디오스는 슬라브어로 전례를 베푸는 문제로 이단으로 고발되어 로마로 소환되었다. 그러나, 요한 8세에게 뛰어난 변론과 열의로 그의 호의를 받아 슬라브어 전례를 사용해도 된다는 승인을 얻었다. 그러나 자신의 보좌 주교인 비킹이 계속 자신의 권위에 도전하자 메토디오스는 882년 콘스탄티노폴리스를 방문하여 콘스탄티노폴리스 교회 내에서 자신의 입장을 강화하려고 시도했다.
메토디오스는 885년 4월 8일 모라비아에서 죽었다. 그의 사후 교황 스테파노 5세는 예배에서 슬라브어 사용을 금지했고, 메토디오스의 제자로 그의 뒤를 이은 비킹은 키릴로스와 메토디오스의 제자들을 추방했다.
메토디오스와 키릴로스 형제는 슬라브 선교의 공을 인정받아 동방정교회로부터 즉각 성인으로 시성되었다. 로마 가톨릭에서는 1880년에 이르러서야 그들을 성인으로 추대하였고 1985년 교황 요한 바오로 2세는 그들을 유럽의 수호성인으로 선포하였다.

## 같이 보기
- 키릴로스
- 비잔티움 제국